# NGC 7801
NGC 7801 – grupa gwiazd znajdująca się w gwiazdozbiorze Kasjopei, prawdopodobnie gromada otwarta. Została odkryta 8 września 1829 roku przez Johna Herschela. Znajduje się w odległości ok. 4159 lat świetlnych od Słońca oraz 29,7 tys. lat świetlnych od centrum Galaktyki.